# Club Hondureño Árabe
El Club Hondureño Árabe es un centro social en San Pedro Sula, Honduras fundado en 1939 como el Club Social Árabe. El club sirve a la comunidad árabe de la ciudad, compuesta principalmente de hondureños de origen palestino. El club está ubicado en el lado occidental de la ciudad al sur del Bulevar Los Próceres en el barrio Río de Piedras. 
El club tiene aproximadamente 1.600 familias inscritas como miembros. Según un informe del organismo español Casa Árabe, el club se ha convertido en el centro social principal de la élite de la ciudad, tanto de hondureños de origen árabe como de otros orígenes, desplazando así a las anteriores instituciones de prestigio de la élite criolla como el Casino Sampedrano.

## Historia

### Fundación
La idea de abrir un centro social para la comunidad árabe de San Pedro Sula inició a principios del siglo XX por las familias Kattán, Larach, Handal, Siwady, Canahuati y Yuja. El deseo de crear un espacio propio común de socialización y recreo proviene de la realidad social de la época. Los centros de la élite criolla de entonces como la Masonería, el Casino Sampedrano y otros prestigiosos clubes sociales eran poco frecuentados por los palestinos y demás árabes de la ciudad.
Finalmente en 1939 se estableció el club social bajo el nombre de Club Social Árabe. Su primer presidente fue el señor Gabriel Kattán y su directiva incluía miembros de estas seis familias palestinas de San Pedro Sula.

### Actualidad
El club abrió su actual centro en 1994 con fondos de la empresa Inversiones Hondureño Árabe. Hoy en día es un centro popular entre la comunidad árabe de la ciudad para eventos familiares, empresariales y sociales.